# Antoinette Gabrielle Danton
Antoinette Gabrielle Danton, née Antoinette Gabrielle Charpentier vers 1762 à Paris et morte le 10 février 1793 dans la même ville, est une personnalité de la Révolution française. Elle est la première épouse de Georges Jacques Danton (1759-1794).

## Biographie
Antoinette Gabrielle Charpentier, née vers 1762, est la fille de Jérôme François Charpentier, limonadier, propriétaire du Café Parnasse, ou Café de l'École, qui se trouvait à l'emplacement de l'actuel magasin de La Samaritaine, à Paris, depuis 1773.
Elle épouse Georges Jacques Danton le 14 juin 1787 à l'église Saint-Germain-l'Auxerrois à Paris. De cette union, naissent :
1. François Danton, né en mai 1788 à Paris, mort le 24 avril 1789 à Arcis-sur-Aube (Aube) à l'âge de 11 mois ;
2. Antoine Danton, né le 18 juin 1790 cour du commerce à Paris et baptisé le même jour en l'église Saint-Sulpice de Paris[4], mort le 14 juin 1858 à Arcis-sur-Aube (Aube)[5], épouse Sophie Rivière (1803-1848). Le couple a une fille, Sophie Octavie Danton (1828-1897) qui épousera Louis Menuel, et descendance jusqu'à nos jours par leur fils Georges-André Menuel (1852-1906)[6] ;
3. François-Georges Danton, né le 2 février 1792 cour du commerce, rue des Cordeliers à Paris et baptisé le même jour en l'église Saint-André-des-Arts de Paris[7], mort sans postérité le 18 juin 1848 à Arcis-sur-Aube (Aube)[8] ;
4. N (garçon) Danton, mort-né en 1793, et dont la naissance entraîne le décès de sa mère le 10 février 1793.

François-Georges Danton et son exact contemporain Horace Camille Desmoulins (1792-1825) seront élevés par une nourrice de L'Isle-Adam.
Le 10 février 1793, alors que Danton est en mission en Belgique, Antoinette Gabrielle Danton meurt à Paris en mettant au monde son quatrième fils, qui ne vit pas. De retour à Paris le 17 février 1793, Georges Danton trouve un artiste du faubourg Saint-Marceau, le sculpteur Claude André Deseine, sourd et muet, il l'entraîne avec lui, en échange d'une liasse d'assignats, au cimetière de Sainte-Catherine où est inhumée sa femme. En pleine nuit, avec l'aide du gardien du cimetière, Georges Danton fait déterrer son épouse, Antoinette Gabrielle, ouvre le cercueil, la couvre de baisers en l'implorant de lui pardonner ses nombreuses frivolités extra-conjugales et pratique un moulage du visage de la morte. Le buste posthume d'Antoinette Gabrielle Danton, exposé l'année même de sa mort au prix d'un scandale rapidement étouffé, est aujourd'hui conservé à Vizille au musée de la Révolution française.
Georges Jacques Danton se remarie dès le 1er juillet 1793 à Louise Gély (1776-1856), amie du couple qui s'occupait de leurs enfants.

Portraits d'Antoinette Gabrielle Danton
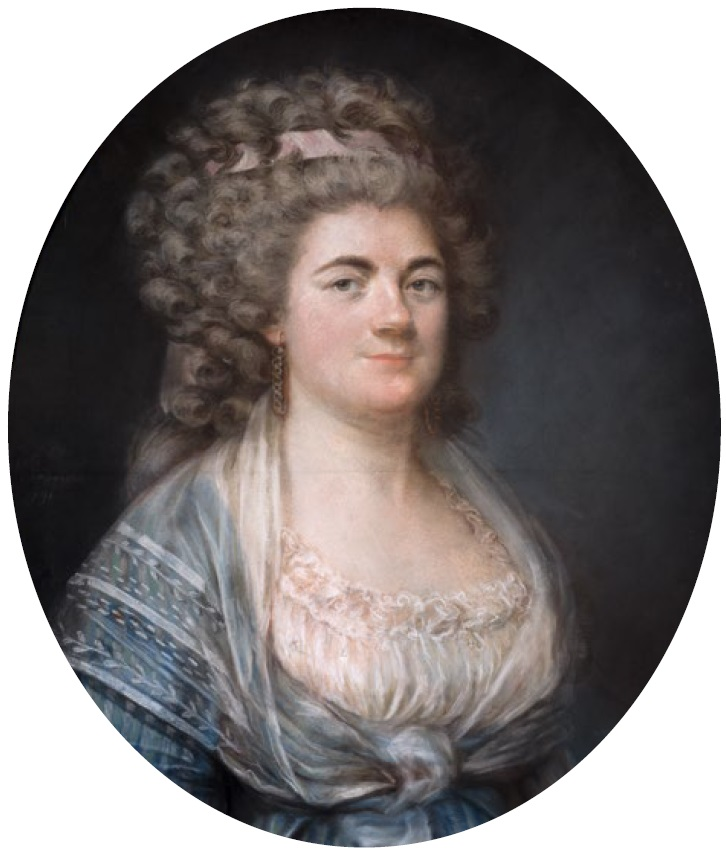
Thérèse Laperche, Madame Danton, pastel (1791), collection privée
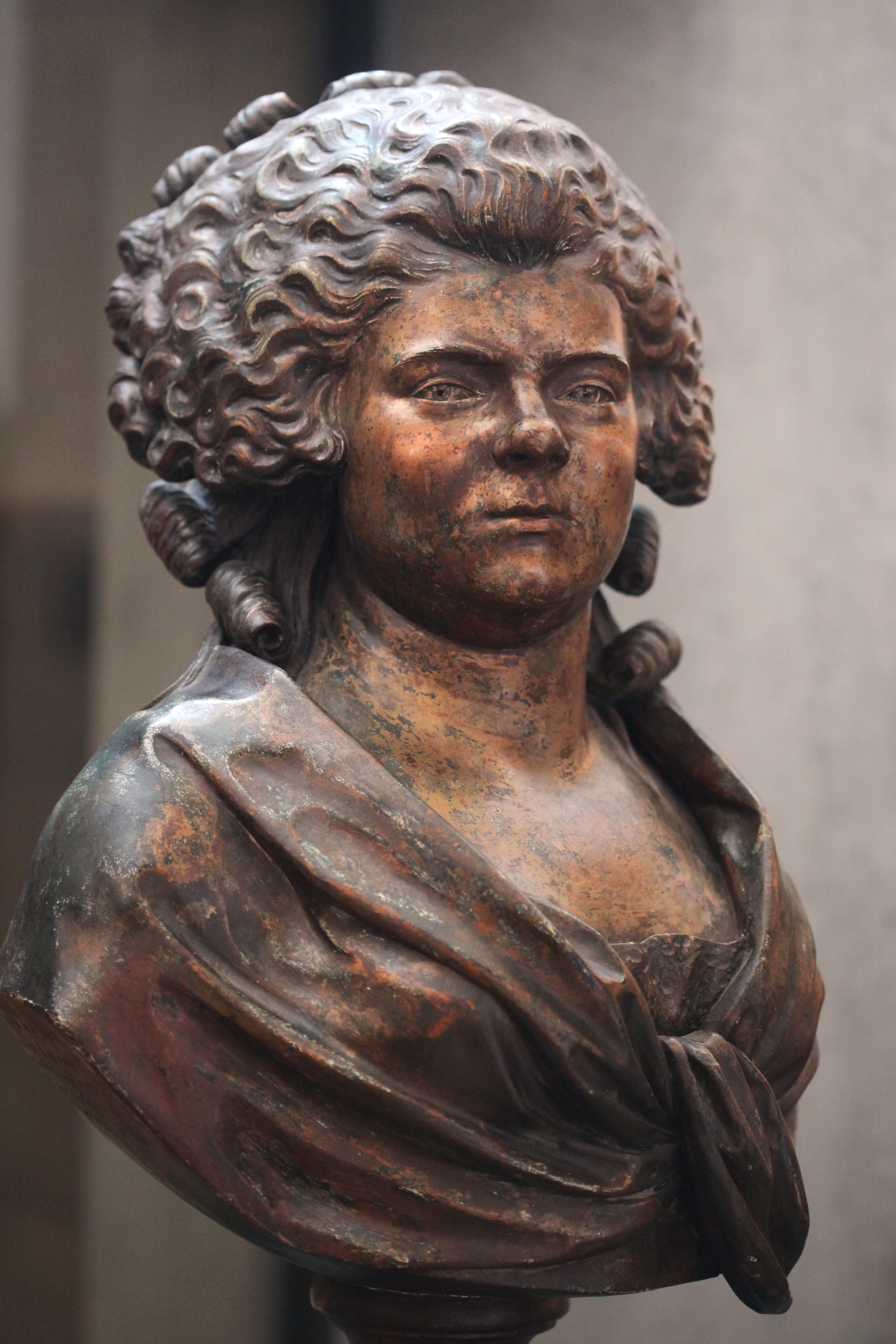
Claude André Deseine, Antoinette Gabrielle Danton, buste (1793), Vizille, musée de la Révolution française.

## Représentation dans la culture populaire

### Film
La Révolution française (1989) de Robert Enrico et Richard T. Heffron, interprétée Marianne Basler.